# فهرست ترورشدگان توسط گروه فرقان
گروه فرقان به‌عنوان یک گروه افراطی، در سال‌های ابتدای انقلاب دست به ترور تعدادی از شخصیت‌ها زد. در این مقاله، فهرست افراد ترور شده توسط این گروه قرار دارد.

## فهرست ترورهای قطعی
گروه فرقان مسئولیت ترورهای زیر را به‌عهده گرفته‌است و این ترورها کار این گروه دانسته می‌شود. در جریان این ترورها ۱۳ نفر به قتل رسیدند و تعدادی نیز زخمی شدند.:
| ردیف | قربانی ترور               | توضیحات قربانی                                         | تاریخ ترور       | وضعیت عملیات     | دیگر توضیحات                                                                                  | منابع         |
| ---- | ------------------------- | ------------------------------------------------------ | ---------------- | ---------------- | --------------------------------------------------------------------------------------------- | ------------- |
| ۱    | سید محمدولی قرنی          | رئیس ستاد مشترک ارتش                                   | ۳ اردیبهشت ۱۳۵۸  | موفق             | ترور با گلوله در منزل شخصی اش                                                                 | [ ۲ ]         |
| ۲    | مرتضی مطهری               | عضو شورای انقلاب اسلامی                                | ۱۲ اردیبهشت ۱۳۵۸ | موفق             | ترور با گلوله پس از خروج از خانه یدالله سحابی                                                 | [ ۳ ]         |
| ۳    | اکبر هاشمی رفسنجانی       | عضو شورای انقلاب اسلامی                                | ۴ خرداد ۱۳۵۸     | ناموفق           | ترور با گلوله در خانه. اطلاعات بیشتر: ترور نافرجام اکبر هاشمی رفسنجانی (۱۳۵۸)                 | [ ۴ ]         |
| ۴    | محمدتقی حاج طرخانی        | بازاری و فعال، از بنیانگذاران مسجد قبا                 | ۱۶ تیر ۱۳۵۸      | موفق / اشتباهی   | هدف ترور برادرش «علی طرخانی» بود که به اشتباه محمدتقی ترور شد.                                | [ ۵ ]         |
| —    | عباس امیرانتظام           | معاون نخست‌وزیر                                         | —                | دستگیری تیم ترور | تیم ترور ۲۰ تیر ۱۳۵۸ پیش از شروع عملیات دستگیر شد.                                            | [ ۶ ]         |
| ۵    | سید رضی شیرازی            | روحانی                                                 | ۲۴ تیر ۱۳۵۸      | ناموفق           | این ترور احتمالاً اشتباه صورت گرفته‌است.                                                        | [ ۷ ]         |
| ۶    | سید محسن بهبهانی          | مجری برنامه‌های مذهبی در رادیو تلویزیون ملی ایران       | ۳۰ تیر ۱۳۵۸      | موفق             | به اتهام همکاری با رژیم گذشته و طرفداری آیت‌الله کاشانی                                        | [ ۸ ]         |
| ۷    | محمدجعفر کازرونی          | رئیس کارخانه وطن                                       | ۱۲ مرداد ۱۳۵۸    | موفق             | با انگیزه مبارزه با سرمایه‌داری، ترور در اصفهان بعد از نماز مقابل مسجدی که خودش ساخته بود.     | [ ۹ ]         |
| ۸    | احمد لاجوردی              | رئیس شرکت صنعتی بهشهر                                  | ۱۷ مرداد ۱۳۵۸    | ناموفق           | با انگیزه مبارزه با سرمایه‌داری                                                                | [ ۱۰ ]        |
| ۹    | حسین مهدیان               | مدیر مؤسسه کیهان                                       | ۴ شهریور ۱۳۵۸    | ناموفق           | هدف ترور مهدیان بوده‌است اما چون عراقی و فرزندش نیز با مهدیان بوده‌اند، هدف گلوله قرار گرفته‌اند | [ ۱۱ ]        |
| ۱۰   | مهدی عراقی                | مدیر امور مالی مؤسسه کیهان                             | ۴ شهریور ۱۳۵۸    | موفق             | هدف ترور مهدیان بوده‌است اما چون عراقی و فرزندش نیز با مهدیان بوده‌اند، هدف گلوله قرار گرفته‌اند | [ ۱۱ ]        |
| ۱۱   | حسام عراقی                | فرزند مهدی عراقی                                       | ۴ شهریور ۱۳۵۸    | موفق             | هدف ترور مهدیان بوده‌است اما چون عراقی و فرزندش نیز با مهدیان بوده‌اند، هدف گلوله قرار گرفته‌اند | [ ۱۱ ]        |
| ۱۲   | محمدباقر دشتیانه          | روحانی، سرپرست کمیته انقلاب اسلامی منطقه ۱۳ تهران      | ۱۷ مهر ۱۳۵۸      | ناموفق           |                                                                                               | [ ۱۲ ]        |
| ۱۳   | هانس یوآخیم لایب          | معاون شرکت داروسازی ایران مرک                          | ۲۲ مهر ۱۳۵۸      | موفق             | به اتهام جاسوسی برای دولت آلمان                                                               | [ ۱۳ ]        |
| ۱۴   | سید محمدعلی قاضی طباطبایی | امام‌جمعه تبریز                                         | ۱۰ آبان ۱۳۵۸     | موفق             | ترور در تبریز                                                                                 | [ ۱۴ ]        |
| ۱۵   | محمد مفتح                 | امام جماعت مسجد قبا، رئیس دانشکده الهیات دانشگاه تهران | ۲۲ آذر ۱۳۵۸      | موفق             | ترور در دانشکده الهیات دانشگاه تهران با رگبار گلوله                                           | [ ۱۵ ]        |
| ۱۶   | جواد بهمنی                | محافظان محمد مفتح                                      | ۲۲ آذر ۱۳۵۸      | موفق             | ترور در دانشکده الهیات دانشگاه تهران با رگبار گلوله                                           | [ ۱۵ ]        |
| ۱۷   | اصغر نعمتی                | محافظان محمد مفتح                                      | ۲۲ آذر ۱۳۵۸      | موفق             | ترور در دانشکده الهیات دانشگاه تهران با رگبار گلوله                                           | [ ۱۵ ]        |
| ۱۸   | فقیه ایمانی               | روحانی                                                 | ۱۴ دی ۱۳۵۸       | موفق             |                                                                                               |               |
| 19   | سید علی خامنه‌ای           | امام‌جمعه تهران و نماینده مجلس شورای اسلامی             | ۶ تیر ۱۳۶۰       | ناموفق           | این ترور با انفجار بمب جاسازی‌شده در ضبط صوت در مسجد ابوذر صورت گرفت.                          | [ ۱۶ ] [ ۱۷ ] |

## فهرست ترورهای منتسب
ترورهای زیر به که پس از دستگیری سرکردگان گروه فرقان انجام شده به هواداران این گروه منتسب است اما دقیقاً مشخص نیست که کار این گروه باشد:
| ردیف | قربانی ترور             | توضیحات قربانی  | تاریخ ترور   | وضعیت عملیات | دیگر توضیحات | منابع  |
| ---- | ----------------------- | --------------- | ------------ | ------------ | --- | ------ |
| ۱    | ابوالقاسم اسلامی (رجبی) | روحانی          | ۵ مرداد ۱۳۵۹ | موفق         | مخالفت با حسینیه ارشاد و مقایسه آن با مسجد ضرار                                                                                                   | [ ۱۹ ] |
| ۲    | عبدالکریم موسوی اردبیلی | دادستان کل کشور | ۲ دی ۱۳۵۹    | ناموفق       | این ترور با انفجار بمب صورت گرفت که با شیوه ترورهای پیشین گروه فرقان (استفاده از اسلحه گرم) متفاوت بود. ترور به سازمان مجاهدین خلق نیز منتسب است. | [ ۲۰ ] |

## یادکرد منابع
1. ↑  حسینی.
2. ↑  حسینی.
3. ↑  حسینی.
4. ↑  حسینی.
5. ↑  حسینی.
6. ↑  حسینی.
7. ↑  حسینی.
8. ↑  حسینی.
9. ↑  حسینی.
10. ↑  حسینی.
11. ↑  حسینی.
12. ↑  حسینی.
13. ↑  حسینی.
14. ↑  حسینی.
15. ↑  حسینی.
16. ↑  https://www.radiofarda.com/a/f3_alikhamenei_bio/24818468.html
17. ↑  https://farsi.khamenei.ir/memory-content?id=30030
18. ↑  حسینی.
19. ↑  حسینی.
20. ↑  حسینی.